# Clara Westhoff
Clara Westhoff, voluit: Clara Henriette Sophie Westhoff (Bremen, 21 november 1878 -  Fischerhude, 9 maart 1954) was een Duitse beeldhouwster en schilderes. Zij is vooral bekend, omdat ze met de beroemde dichter Rainer Maria Rilke getrouwd geweest is. 

## Levensloop
Clara Westhoff groeide op te Bremen als dochter van Heinrich Westhoff, een zakenman, en diens vrouw Johanna. Ze had twee broers.
Toen Clara zeventien jaar oud was, vertrok ze naar München en bezocht een particuliere kunstschildersopleiding. Daar leerde ze portretten, naakten en landschappen schilderen. In 1898 nam ze bij Fritz Mackensen in Worpswede les in modelleren en tekenen. In Worpswede raakte ze bevriend met Otto Modersohn en Paula Modersohn-Becker. Vaak was ze te gast op de Barkenhoff van het kunstenaarsechtpaar Heinrich en Martha Vogeler. Daar leerde zij ook in 1900 haar toekomstige echtgenoot, de dichter Rainer Maria Rilke kennen. In 1899 zette Westhoff in Leipzig haar opleiding als beeldhouwster voort bij Max Klinger en Carl Seffner. Het jaar daarop ging zij naar de Académie Julian te Parijs, waar zij Auguste Rodin leerde kennen. 
Op 28 april 1901 trouwde Clara Westhoff met Rainer Maria Rilke. In Westerwede, enkele kilometers ten zuidwesten van de kern van Worpswede, had Rilke een huis gekocht en dat door Heinrich Vogeler laten inrichten.
In december 1901 kregen Rainer en Clara een dochtertje, Ruth. In de zomer van 1902 vertrok Rilke, bij wiens persoonlijkheid een burgerlijk gezinsleven niet paste, naar Parijs, om daar een werk over Rodin te schrijven. Clara bracht de kleine Ruth bij de grootouders onder en reisde haar man achterna. In de winter van 1903 bewoonden zij twee naast elkaar liggende studio’s van de Villa Strohl Fern te Rome. Maar korte tijd later ging Clara terug naar Duitsland; zij kon haar kindje niet missen. Dat was in feite het einde van haar huwelijk met Rilke. Wel bleven Clara en de dichter hun verdere leven met elkaar bevriend. In 1905 maakte Paula Modersohn-Becker een geslaagd portret van Clara. Dit hangt thans in de Hamburger Kunsthalle.
In 1919 verhuisde Clara met haar dochter naar een huis ten oosten van het centrum van Fischerhude, en verbleef daar tot aan haar dood in 1954. Vanaf 1925 legde zij zich ook toe op de schilderkunst. In het voormalige woonhuis en atelier van Clara is nu een café-restaurant gevestigd. Clara’s graf, voorzien van een fraaie stèle, bevindt zich op de begraafplaats te Fischerhude.
In 1986 schreef de kunsthistorica Marina Sauer een biografie over haar. Die leidde ertoe dat Clara Westhoff nu niet meer alleen wordt beschouwd als de vrouw van de grote Rilke, maar ook als een pionier onder de vrouwelijke beeldhouwers in Duitsland.

## Werk (selectie)
- Buste van Paula Modersohn-Becker, 1899; een bronsafgietsel hiervan bevindt zich in de Wallanlage te Bremen
- Gipsen buste van Rainer Maria Rilke, 1901
- Buste van Heinrich Vogeler, 1902
- Bronzen buste van een anonieme vrouw (maar de afgebeelde persoon was Ricarda Huth[2]), 1912

- Bibliothèque nationale de France: cb12235366c (data)
- Gemeinsame Normdatei: 118816969
- International Standard Name Identifier: 0000 0001 0862 8263
- Library of Congress Control Number: n85809920
- Nationale Bibliotheek van Letland: 000199430
- Nationale Bibliotheek van Tsjechië: jn19992000984
- Nationale Bibliotheek van Israël: 987007278610405171
- Nederlandse Thesaurus van Auteursnamen: 074004964
- RKD-Nederlands Instituut voor Kunstgeschiedenis: 67054
- LIBRIS: 87049
- SNAC: w6p88jt6
- Système universitaire de documentation: 031063500
- Union List of Artist Names: 500112347
- Virtual International Authority File: 2525852
- WorldCat: E39PBJwmYXx7wkV8V4QtFCdqQq